# Список главных тренеров «Кливленд Кавальерс»
«Кливленд Кавальерс» (англ. Cleveland Cavaliers) — американский профессиональный баскетбольный клуб, базирующийся в городе Кливленд (штат Огайо). «Кавальерс» выступают в Центральном дивизионе Восточной конференции Национальной баскетбольной ассоциации (НБА). Команда присоединилась к НБА в 1970 году как команда расширения и выиграла свой первый чемпионат Восточной конференции в 2007 году. С 1994 года «Кавальерс» играли в свои домашние игры в «Рокет Мортгедж Филдхаус», ранее известной как «Квикен Лоэнс-арена» и «Ганд-арена». «Кавальерс» принадлежат Дену Гилберту, а Коби Альтман является их генеральным менеджером. Американский R&B-поп-певец Ашер Реймонд является миноритарным владельцем клуба.
У «Кавальерс» было 23 главных тренера. Первым главным тренером франшизы был Билл Фитч, который тренировал девять сезонов. Фитч является бессменным лидером франшизы по наибольшему количеству игр регулярного сезона (738); Ленни Уилкенс является бессменным лидером франшизы по количеству побед в играх регулярного сезона (316); Майк Браун является бессменным лидером франшизы по количеству игр плей-офф (71) и по количеству побед в играх плей-офф (42). У Дэвида Блатта самый высокий процент побед в регулярном сезоне (0,675), а у Тайрона Лью самый высокий процент побед в плей-офф (0,714). Чак Дейли, Уилкенс и Фитч были избраны в Зал славы баскетбола в качестве главных тренеров, отчасти благодаря их работе с «Кавальерс». Фитч, Дейли и Уилкенс также были названы 3 из 10 лучших тренеров в истории НБА. Фитч и Браун — единственные тренеры «Кавальерс», получившие награду Тренер года НБА.

## Тренеры
| Легенда | Легенда                                                |
| ------- | ------------------------------------------------------ |
| Игр     | Число матчей в качестве главного тренера               |
| В       | Количество побед                                       |
| П       | Количество поражений                                   |
| %В      | Процент выигранных матчей                              |
|         | Провёл всю карьеру главного тренера в НБА в «Маверикс» |
|         | Введён в Зал славы баскетбола в качестве тренера       |

Статистика приведена на конец сезона 2023/2024.
| №  | Имя                | Период    | Игр                  | В                    | П                    | %В                   | Игр      | В        | П        | %В       | Достижения                                                                                                  | Прим.  |
| №  | Имя                | Период    | Регулярный чемпионат | Регулярный чемпионат | Регулярный чемпионат | Регулярный чемпионат | Плей-офф | Плей-офф | Плей-офф | Плей-офф | Достижения                                                                                                  | Прим.  |
| -- | ------------------ | --------- | -------------------- | -------------------- | -------------------- | -------------------- | -------- | -------- | -------- | -------- | --- | ------ |
| 1  | Билл Фитч          | 1970–1979 | 738                  | 304                  | 434                  | .412                 | 18       | 7        | 11       | .389     | Тренер года НБА 1975/76 Один из 10 величайших тренеров в истории НБА                                        | [ 5 ]  |
| 2  | Стэн Элбек         | 1979/1980 | 82                   | 37                   | 45                   | .451                 | —        | —        | —        | —        | | [ 10 ] |
| 3  | Билл Муссельман    | 1980/1981 | 71                   | 25                   | 46                   | .352                 | —        | —        | —        | —        | | [ 11 ] |
| 4  | Дон Делани*        | 1981      | 26                   | 7                    | 19                   | .269                 | —        | —        | —        | —        | | [ 13 ] |
| 5  | Боб Клоппенбург    | 1981      | 3                    | 0                    | 3                    | .000                 | —        | —        | —        | —        | | [ 15 ] |
| 6  | Чак Дэйли          | 1981/1982 | 41                   | 9                    | 32                   | .220                 | —        | —        | —        | —        | Один из 10 величайших тренеров в истории НБА                                                                | [ 7 ]  |
| —  | Билл Муссельман    | 1982      | 15                   | 4                    | 11                   | .267                 | —        | —        | —        | —        | | [ 11 ] |
| 7  | Том Ниссалке       | 1982–1984 | 164                  | 51                   | 113                  | .311                 | —        | —        | —        | —        | | [ 18 ] |
| 8  | Джордж Карл        | 1984–1986 | 149                  | 61                   | 88                   | .409                 | 4        | 1        | 3        | .250     | | [ 19 ] |
| 9  | Джин Литтлз        | 1986      | 15                   | 4                    | 11                   | .267                 | —        | —        | —        | —        | | [ 21 ] |
| 10 | Ленни Уилкенс      | 1986–1993 | 574                  | 316                  | 258                  | .551                 | 41       | 18       | 23       | .439     | Один из 10 величайших тренеров в истории НБА                                                                | [ 6 ]  |
| 11 | Майк Фрателло      | 1993–1999 | 460                  | 248                  | 212                  | .539                 | 14       | 2        | 12       | .143     | | [ 22 ] |
| 12 | Рэнди Уиттман      | 1999–2001 | 164                  | 62                   | 102                  | .378                 | —        | —        | —        | —        | | [ 23 ] |
| 13 | Джон Лукас         | 2001–2003 | 124                  | 37                   | 87                   | .298                 | —        | —        | —        | —        | | [ 24 ] |
| 14 | Кит Смарт          | 2003      | 40                   | 9                    | 31                   | .225                 | —        | —        | —        | —        | | [ 26 ] |
| 15 | Пол Сайлас         | 2003–2005 | 146                  | 69                   | 77                   | .473                 | —        | —        | —        | —        | | [ 27 ] |
| 16 | Брендан Малоун     | 2005      | 18                   | 8                    | 10                   | .444                 | —        | —        | —        | —        | | [ 29 ] |
| 17 | Майк Браун         | 2005–2010 | 410                  | 272                  | 138                  | .663                 | 71       | 42       | 29       | .592     | Чемпион Восточной конференции (2007) Тренер года НБА 2008/09                                                | [ 30 ] |
| 18 | Байрон Скотт       | 2010–2013 | 230                  | 64                   | 166                  | .278                 | —        | —        | —        | —        | | [ 31 ] |
| —  | Майк Браун         | 2013/2014 | 82                   | 33                   | 49                   | .402                 | —        | —        | —        | —        | | [ 30 ] |
| 19 | Дэвид Блатт*       | 2014–2016 | 113                  | 83                   | 40                   | .675                 | 20       | 14       | 6        | .700     | Чемпион Восточной конференции (2015)                                                                        |        |
| 20 | Тайрон Лью         | 2016–2018 | 211                  | 128                  | 83                   | .607                 | 56       | 40       | 16       | .714     | Чемпион НБА (2016) Трехкратный чемпион Восточной конференции (2016-2018) ESPY Award 2016 за лучшего тренера | [ 33 ] |
| 21 | Ларри Дрю          | 2018/2019 | 76                   | 19                   | 57                   | .250                 | —        | —        | —        | –        | |        |
| 22 | Джон Бейлейн*      | 2019/2020 | 54                   | 14                   | 40                   | .259                 | —        | —        | —        | –        | |        |
| 23 | Джей Би Бикерстафф | 2020–2025 | 329                  | 170                  | 159                  | .517                 | 17       | 6        | 11       | .353     | | [ 36 ] |
| 24 | Кенни Аткинсон     | 2025–н.в. | 0                    | 0                    | 0                    | –                    | —        | —        | —        | —        | |        |